# 濟州航空航點

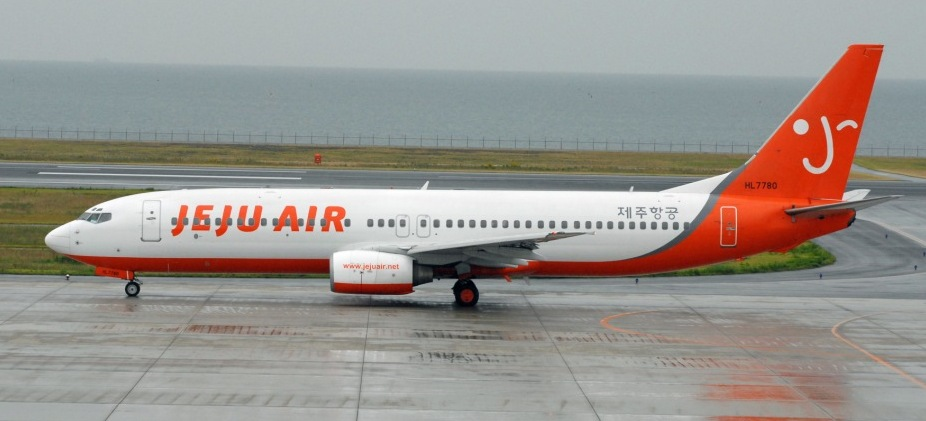
濟州航空B737-800客機

下表為韓國濟州航空之飛航航點列表：
| 主要樞紐 | 次要樞紐 | 即將開辦 | 停飛航點 |

## 外部連結
- http://www.jejuair.net/ （页面存档备份，存于）